# Aleksej Dmitrievič Butovskij
Aleksej Dmitrievič Butovskij (in russo Алексей Дмитриевич Бутовский?; anglicizzato Alexey Dmytrovych Butovsky; Piatyhirtsi, 21 giugno 1838 – Pietrogrado, 10 marzo 1917) è stato un dirigente sportivo e educatore russo, membro fondatore del Comitato Olimpico Internazionale e tenente generale dell'esercito dell'Impero russo.

## Biografia

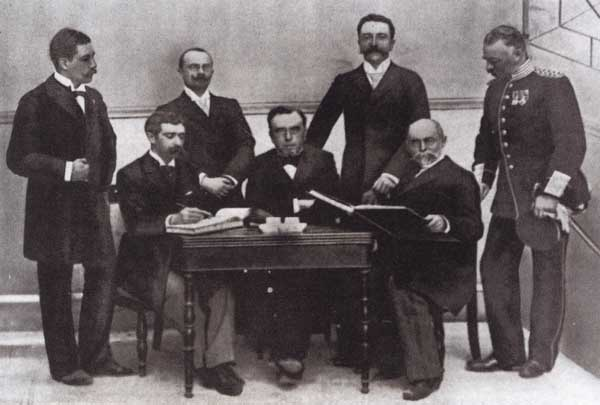
Alcuni membri del Comitato Olimpico Internazionale nel 1896. In piedi: Gebhardt, Guth-Jarkovský, Kemény, Balck. Seduti: de Coubertin, Vikelas, Butovskij.

Butovskij nacque da Dmytro e da Nadiya Reiser a Piatyhirtsi (in ucraino П'ятигірці), nel governatorato di Poltava in una famiglia cosacca. In gioventù ha studiato inglese, tedesco e francese, frequentando prima il corpo dei cadetti di Poltava e l'Università tecnica-ingegneria Nikolaevsky. In questo periodo, grazie alla sua istruzione, alla sua partecipazione nell'esercito regolare e alla cooperazione con i responsabili delle istituzioni educative militari, Butovskij comprese l'importanza dell'educazione fisica nella preparazione dei futuri ufficiali; così, oltre a svolgere compiti regolari, Butovskij, divenuto ufficiale, ebbe modo di insegnare nelle classi delle scuole superiori ginnastica, scherma e vari sport all'aperto. Alla fine degli anni '80 del XIX secolo, Butovskij divenne uno dei più illustri esperti mondiali nel campo dell'educazione fisica.
Butovskij e Pierre de Coubertin si incontravano periodicamente e si scambiavano regolarmente una corrispondenza in francese; i due si conobbero per la prima volta nel 1892 in Francia, dove su ordine dei dipartimenti militari della Russia Butovskij ebbe modo di studiare l'allenamento di ginnasti e schermitori, pubblicando in seguito il libro Sport in France. Quando de Coubertin organizzò il I Congresso Olimpico, invitò come rappresentante dell'Impero russo Butovskij, che divenne quindi uno dei membri fondatori del Comitato Olimpico Internazionale. Nel 1896 Butovskij partecipò come membro del CIO ai Giochi della I Olimpiade di Atene, scrivendo un resoconto della manifestazione nel libro "Atene nella primavera del 1896", unica pubblicazione in lingua russa dedicata a questo evento storico. Fece parte del Comitato Olimpico Internazionale fino al 1900. Morì a Pietrogrado nel 1917 con il grado di generale di fanteria durante gli eventi della rivoluzione di febbraio.